# قرار مجلس الأمن التابع للأمم المتحدة رقم 764
قرار مجلس الأمن التابع للأمم المتحدة رقم 764، المعتمد بالإجماع في 13 يوليو 1992، وبعد أن أعاد المجلس تأكيد القرارات السابقة بشأن هذا الموضوع، أشار إلى انتهاكات الاتفاق المتعلق بمطار سراييفو الدولي الذي أنشأ ممرا أمنيا وطالب بسحب منظومات الأسلحة المضادة للطائرات، وقرر أن يأذن بنشر إضافي لأفراد قوة الحماية التابعة للأمم المتحدة. وسيزيد ذلك من حجم القوة إلى كتيبتي مشاة.
ووافق المجلس على تقرير الأمين العام بطرس بطرس غالي بشأن تنفيذ القرارات 757 (1992) و758 (1992) و761 (1992). وسيعمل الموظفون الإضافيون على تيسير إيصال المعونة الإنسانية وأمن مطار سراييفو وتشغيله.
وعلى غرار القرارات السابقة، دعا القرار 764 جميع الأطراف إلى الالتزام باتفاق وقف إطلاق النار المؤرخ 5 يونيو 1992، من أجل إنهاء الأنشطة العدائية في البوسنة والهرسك، وإذ يشيد كذلك بالقوة ويطالب بالتعاون معها والمنظمات الدولية الموجودة في البلد من جميع الأطراف. وحث أيضا جميع الأطراف المعنية على الدخول في مفاوضات لإيجاد حل سياسي، والاشتراك في العمل مع جهود الجماعة الأوروبية، ودعم منظمة الأمن والتعاون في أوروبا.
استندت المحكمة الجنائية الدولية ليوغوسلافيا السابقة إلى القرار 764 الذي ذكر فيه أن الأشخاص الذين ارتكبوا انتهاكات للقانون الإنساني الدولي واتفاقيات جنيف سيتحملون المسؤولية عن ذلك.

## وصلات خارجية
- نص القرار في undocs.org